# Radnikk
Radnikk är en ödeby cirka 10 km nordväst om Nattavaara vid Råneälven. Byn bestod av två gårdar, Radnilompolo (Radniklompolo) och Salmijärvi (Saarijärvi). Radnilompolo beboddes från cirka 1865 till 1940 av Johan Pålsson från Isohuhta och hustrun Lena Olofsdotter från Yrttivaara och deras ättlingar. Salmijärvi byggdes av sonen Lars Levi cirka 1900. Gårdarna var 2007 öde men rester av byggnaderna finns kvar.